# Prolanceola vibiliformis
Prolanceola vibiliformis is een vlokreeftensoort uit de familie van de Prolanceolidae. De wetenschappelijke naam van de soort is voor het eerst geldig gepubliceerd in 1907 door Woltereck.